# 卡明鎮區 (內布拉斯加州道奇縣)
卡明鎮區（英語：Cuming Township）是位於美國內布拉斯加州道奇縣的一個行政鎮區。

## 地方資料
卡明鎮區的面積為91.97平方千米，當中陸地面積為91.69平方千米，而水域面積為0.28平方千米。根據2020年美國人口普查的數據，當地共有人口213人，而人口密度為每平方千米2.32人。